# Verordnung über die Sicherheit von Spielzeug
Die Verordnung über die Sicherheit von Spielzeug (2. ProdSV) regelt seit 1990 die Sicherheitsanforderungen an Kinderspielzeug, das in den Verkehr gebracht wird (§ 1 der 2. ProdSV). Sie setzte ursprünglich die Vorgaben der Richtlinie 88/378/EWG zur Angleichung der Rechtsvorschriften der Mitgliedstaaten über die Sicherheit von Spielzeug in deutsches Recht um. Mit der seit 20. Juli 2011 geltenden Neufassung der Verordnung über die Sicherheit von Spielzeug (2. ProdSV) wurden und werden die Anforderungen der Richtlinie 2009/48/EG in deutsches Recht umgesetzt.

## Anwendungsbereich
Die Verordnung gilt für das Inverkehrbringen von Spielzeug. Spielzeug im Sinne der Verordnung sind alle Erzeugnisse, die dazu gestaltet oder offensichtlich bestimmt sind, von Kindern im Alter bis 14 Jahren zum Spielen verwendet zu werden. Davon ausgenommen werden die in Anhang I der Richtlinie 2009/48/EG (vorher Richtlinie 88/378/EWG) aufgeführten Erzeugnisse (Sportgeräte, Feuerwerkskörper, Modeschmuck für Kinder, Puzzlespiele mit mehr als 500 Teilen, Folklore- und Dekorationspuppen und ähnliche Artikel für erwachsene Sammler, Zündplättchen) sowie die in § 1 Abs. 3 der 2. ProdSV aufgeführten Gegenstände.

## Sicherheitsanforderungen
Spielzeug darf nur in den Verkehr gebracht werden, wenn es den in § 10 der 2. ProdSV (unter Verweis auf Anhang II der Richtlinie 2009/48/EG) angegebenen wesentlichen Sicherheitsanforderungen entspricht. Dabei wird die Dauer seines vorhersehbaren und normalen Gebrauchs berücksichtigt. Bei einer bestimmungsgemäßen Verwendung unter Berücksichtigung des üblichen Verhaltens von Kindern (zum Beispiel lutschen oder in den Mund nehmen von Spielzeug) darf die Sicherheit oder Gesundheit von Benutzern oder Dritten nicht gefährdet werden.

## Voraussetzungen für das Inverkehrbringen
Spielzeug darf nur in den Verkehr gebracht werden, wenn folgende Voraussetzungen erfüllt sind:
- I. Das Spielzeug muss mit einer CE-Kennzeichnung versehen sein. Hiermit bestätigt der Hersteller oder sein in der EU (früher EG bzw. EWG) niedergelassener Bevollmächtigter, dass das Spielzeug entweder
  - a) vollständig entsprechend den harmonisierten europäischen Normen hergestellt ist, oder
  - b) mit dem Baumuster übereinstimmt, für das eine zugelassene Stelle nach Durchführung einer EU-Baumusterprüfung bescheinigt hat, dass es den wesentlichen Sicherheitsanforderungen nach § 10 der 2. ProdSV (vgl. Artikel 10 sowie Anhang II der Richtlinie 2009/48/EG) entspricht.

- II. Für das Spielzeug müssen vom Hersteller oder seinem in der EU niedergelassenen Bevollmächtigten oder von demjenigen, der das Spielzeug erstmals in Verkehr bringt, folgende Angaben verfügbar gehalten werden:
  - a) Anschriften der Herstellungs- und Lagerorte des Spielzeugs,
  - b) Angaben über Entwurf und Herstellung des Spielzeugs,
  - c) Angaben über die Mittel, durch welche die Übereinstimmung mit den europäischen harmonisierten Normen bei der Herstellung des Spielzeugs sichergestellt wird, und
  - d) gegebenenfalls die Baumusterprüfbescheinigung.

Für nicht vollständig entsprechend den harmonisierten europäischen Normen hergestelltem Spielzeug (s. o.) werden weitere Angaben erforderlich.

## CE-Kennzeichnung
Die CE-Kennzeichnung muss auf dem Spielzeug oder -in Ausnahmefällen- seiner Verpackung sichtbar, leserlich und dauerhaft angebracht sein (§ 13 der 2.ProdSV).
In gleicher Weise müssen der Name, gegebenenfalls die Firma oder das Zeichen, sowie die Anschrift des Herstellers (bzw. seines Bevollmächtigten oder des Einführers in der Gemeinschaft) angebracht sein. Diese Angaben dürfen unter Umständen auch abgekürzt werden oder bei kleinem Spielzeug auf einem Etikett oder einem Begleitzettel angebracht werden (§ 4 der 2.ProdSV).

## Gebrauchshinweise und Gebrauchsvorschriften
Im Anhang V der Richtlinie 2009/48/EG aufgeführtes Spielzeug darf nur in den Verkehr gebracht werden, wenn es mit den dort angegebenen Gefahrenhinweisen und Gebrauchsvorschriften in deutscher Sprache versehen ist (vgl. § 11 der 2. ProdSV).

### Anhang V der Richtlinie 2009/48/EG
Spielzeug muss mit gut lesbaren und geeigneten Hinweisen zur Verringerung der bei seiner Verwendung auftretenden Gefahren, wie sie die wesentlichen Sicherheitsanforderungen vorschreiben, versehen sein.
Konkrete Regelungen für
1. Spielzeug, das nicht für Kinder unter 36 Monaten bestimmt ist
2. Rutschbahnen, Hängeschaukeln, Ringe, Trapeze, Seile und ähnliche Spielzeuge, montiert an Gerüsten
3. funktionelles Spielzeug, also Spielzeug, das – häufig als verkleinertes Modell – die gleichen Funktionen wie für Erwachsene bestimmte Geräte oder Anlagen erfüllt
4. Spielzeug, das als solches gefährliche Stoffe oder Zubereitungen enthält; chemisches Spielzeug (Kästen für chemische Versuche, Kästen für Kunststoff-Vergussarbeiten, Miniaturwerkstätten für Keramik-, Email- und photographische Arbeiten und vergleichbares Spielzeug)
5. Skate-Boards und Rollschuhe für Kinder
6. Wasserspielzeug

## Ordnungswidrigkeiten
Nach § 22 Abs. 1, 2 der 2. ProdSV in Verbindung mit § 28 Abs. 1 Nr. 7a, b des Produktsicherheitsgesetzes (ProdSG) sind diverse dort näher beschriebene fahrlässige oder vorsätzliche Verstöße der Marktbeteiligten als Ordnungswidrigkeit einzustufen. Die Ordnungswidrigkeit kann in den Fällen des § 22 Abs. 1 der 2. ProdSV iVm § 28 Abs. 1 Nr. 7a ProdSG mit einer Geldbuße bis zu hunderttausend Euro, im Fall eines Verstosses gegen die Pflichten aus § 22 Abs. 2 der 2. ProdSV iVm § 28 Abs. 1 Nr. 7b ProdSG mit einer Geldbuße bis zu zehntausend Euro geahndet werden.
Nach § 22 Abs. 3 der 2. ProdSV in Verbindung mit § 29 ProdSG können vorsätzliche Verstöße gegen die Pflichten aus § 22 Abs. 1 der 2. ProdSV sogar strafbar sein. § 22 Abs. 3 der 2. ProdSV lautet: Wer eine in Absatz 1 bezeichnete vorsätzliche Handlung beharrlich wiederholt oder durch eine solche vorsätzliche Handlung Leben oder Gesundheit eines anderen oder fremde Sachen von bedeutendem Wert gefährdet, macht sich nach § 29 des Produktsicherheitsgesetzes strafbar.

## Exkurs: Österreich
Verordnung des Bundesministers für Gesundheit über die Sicherheit von Spielzeug (Spielzeugverordnung 2011) BGBl. II Nr. 203/2011. Später geändert: 2013, 2015, 2017, 2018, 2019, 2021, 2022.
Verordnet „auf Grund des § 19 des Lebensmittelsicherheits- und Verbraucherschutzgesetzes – LMSVG, BGBl. I Nr. 13/2006, zuletzt geändert durch das Bundesgesetz BGBl. I Nr. 95/2010“.
Agentur für Ernährungssicherheit (AGES)
Sozialministerium